# میرا کوما
میرا کوما (انگلیسی: Meira Kumar؛ زادهٔ ۳۱ مارس ۱۹۴۵) سیاست‌مدار اهل هند است. وی ۵ دوره نماینده مجلس هند بود.
میرا کوما در انتخابات ریاست جمهوری هند که در ژوئیه ۲۰۱۷ برگزار شد نامزد شده بود. این انتخابات با پیروزی رام نات کوویند به پایان رسید.
کومار همچنین وکیل و دیپلمات سابق است.